# Saint Hubert
Saint Hubert är en ort i Mauritius.   Den ligger i distriktet Grand Port, i den sydvästra delen av landet, 27 km sydost om huvudstaden Port Louis. Saint Hubert ligger 148 meter över havet och antalet invånare är 4 170. Den ligger på ön Mauritius.
Terrängen runt Saint Hubert är kuperad åt nordost, men åt sydväst är den platt. Runt Saint Hubert är det tätbefolkat, med 511 invånare per kvadratkilometer. Närmaste större samhälle är Vacoas, 18,2 km väster om Saint Hubert. Omgivningarna runt Saint Hubert är en mosaik av jordbruksmark och naturlig växtlighet.